# نوكيا 5230
نوكيا 5230 (بالإنجليزية: Nokia 5230)‏ هو هاتف محمول من نوكيا يعمل بنظام سيمبيان.

## الخصائص
- نظام التشغيل: سيمبيان
- الشاشة: شاشة لمس إل سي دي 640 × 360
- الوزن: 115 غرام
- المعالج: 434 ميجا هرتز
- الذاكرة: 256 ميجابايت